# Rin Kadokura
Kazumi Sugiura (en japonés: 杉浦和美, Sugiura Kazumi) (Chiba, 27 de febrero de 1993), más conocida por su nombre de ring Rin Kadokura, es una luchadora profesional japonesa, reconocida por sus participaciones en la promoción Pro Wrestling Wave.

## Carrera profesional

### Circuito independiente (2016-presente)
Kadokura debutó como luchadora profesional en Seadlinnng, compitiendo en el evento SEAdLINNNG Let's Go Now del 18 de mayo de 2016, donde formó equipo con Takumi Iroha en un esfuerzo perdedor ante Sareee y Meiko Tanaka en un combate por equipos. En un house show organizado por Pure-J el 8 de noviembre de 2017, se enfrentó sin éxito a Command Bolshoi en un combate individual. Kadokura trabajó para la promoción Marvelous That's Women Pro Wrestling en múltiples ocasiones, teniendo su actuación más notable en un house show del 26 de agosto de 2017, donde hizo equipo con Takumi Iroha y Nyla Rose en un esfuerzo perdedor ante Jordynne Grace, Tomoko Watanabe y Yuu Yamagata.

#### Sendai Girls' Pro Wrestling (2016-presente)
Otra promoción para la que trabajó es Sendai Girls' Pro Wrestling. Un combate notable en el que compitió tuvo lugar el 19 de agosto de 2018 en un house show de la promoción en el que hizo equipo con Meiko Satomura, cayendo ante Riot Crown (Dash Chisako y Kaoru). En el Sendai Girls Road To GAEAism, del 10 de enero de 2021, compitió en un gauntlet match de 14 personas donde hizo equipo con Hibiki, Maria, Masha Slamovich, Mei Hoshizuki, Mikoto Shindo y Mio Momono como Team Marvelous, consiguiendo una victoria contra el Team Sendai Girls (Chihiro Hashimoto, Dash Chisako, Kanon, Manami Toyota, Mika Iwata, Natsuho Kaneko y Yurika Oka).

#### World Wonder Ring Stardom (2017, 2020-2021)
Trabajó en un par de combates para World Wonder Ring Stardom, el primero tuvo lugar en un house show del 1 de octubre de 2017, donde junto a Takumi Iroha, derrotó al Team Jungle (Jungle Kyona y Natsuko Tora). Regresó tras un parón de tres años el 28 de septiembre de 2020 en el Stardom 5Star Special, donde volvió a formar equipo con su compañera de tag NEW-TRA Takumi Iroha y Mei Hoshizuki, consiguiendo una victoria contra Queen's Quest (AZM, Momo Watanabe y Utami Hayashishita). En el Stardom All Star Dream Cinderella del 3 de marzo de 2021, participó en un All-Star rumble de 24 mujeres ganado por Unagi Sayaka que retrató el regreso de muchas leyendas del pasado como Kyoko Inoue, Mima Shimoda, Hiroyo Matsumoto, Emi Sakura, Yuzuki Aikawa, Yoko Bito y Haruka Kato.

#### Pro Wrestling Wave (2016-presente)
Kadokura hizo varias apariciones en los eventos emblemáticos de Pro Wrestling Wave, como Catch the Wave, trabajando en sus primeros combates en la edición de 2017, colocándose en el Other Than Block y sumando un total de siete puntos tras enfrentarse a Sareee, Mochi Miyagi y Saki, para luego perder contra Rina Yamashita en las semifinales. En la edición de 2019 del evento, que también era para el Campeonato Single Wave vacante, se colocó en el Bloque Técnico y anotó un total de dos puntos después de enfrentarse a Takumi Iroha, Mika Iwata y Sakura Hirota. También compitió en Dual Shock Wave, un torneo de tag-team de una noche que tuvo lugar el 17 de septiembre de 2017, donde hizo equipo con Takumi Iroha como NEW-TRA para derrotar a Boss To Mammy (Mio Momono y Yumi Ohka).

### All Elite Wrestling (2021)
Kadokura debutó en All Elite Wrestling el 15 de febrero de 2021, participando en el AEW Women's World Championship Eliminator Tournament que culminó en Revolution, enfrentándose sin éxito a Aja Kong en un combate de primera ronda. El 28 de febrero de 2021, formó equipo con Hikaru Shida y Mei Suruga para derrotar a Veny, Maki Itoh y Emi Sakura en un combate por equipos de seis personas.

## Campeonatos y logros
- Pro Wrestling Wave
  - Wave Tag Team Championship (2 veces) - con Itsuki Aoki (1) y Takumi Iroha (1)
- Sendai Girls' Pro Wrestling
  - Sendai Girls Tag Team Championship (1 vez) - con Mio Momono (1)